# 保式機炮
保式機關炮（日语：保式機関砲），後稱保式重機槍。 是日本帝國陸軍於1902年(明治35年)列裝的氣冷式重機槍。為法國制霍奇克斯M1897重機槍的日本仿製型。在1904至1905年的日俄戰爭中立下了汗馬功勞，但該型也暴露出許多問題，以此槍作為原型的改良版，即後來的三八式重機槍。

## 概要
1896年（明治29年），日本陸軍對於霍奇克斯公司初開發的霍奇克斯M1897產生興趣，購買了四挺作為試驗。
1897年（明治30年），自法國進口的霍奇克斯M1897，口徑為8mm，最大射程1,900m。其結構特點是它具有氣壓式夾板和子彈供給裝置，並為槍管外套的波型管加裝了散熱片。
1898年（明治31年），日本陸軍技術本部砲兵議會和霍奇克斯公司的一名工程師進行了射擊測試。該測試中，暴露出諸如子彈殼裂傷之類導致擊發不穩，無法連續射擊。
這是由於在印度洋等海上航線運輸過程中企劃變化導致彈藥變質所致。在法國測試中，霍奇克斯M1897能持續射擊數千發且幾乎不會引起故障，可靠性高。由於其被譽為是世界上評價最好的重機槍，因此霍奇克斯公司對此次在日本測試的結果感到驚訝，開始便積極調查異常原因。
日本陸軍向霍奇克斯公司提出規格需求，將霍奇克斯M1897的口徑更改為6.5毫米，並將訂購五門作試驗，適用當時日本陸軍所使用的三十年式實包。
1901年（明治34年），陸軍從霍奇克斯公司購買了該改型的生產許可權，更合計購買50組槍管。此後，日本陸軍大規模仿製了該改型。
1902年（明治35年），其定型後命名為保式機關炮。
1904年 (明治37年)，日俄戰爭爆發，保式機關砲首次投入實戰。
保式重機槍、三八式重機槍以及三年式重機槍等日本仿製的重機槍皆為法國製霍奇克斯M1897的改進衍生型。

## 稱呼
保式機關炮雖被稱為砲，但口徑僅6.5mm，理論上為機槍的範疇。
- 1907年以前，日軍的自動武器無論口徑大小都稱為機關砲 (機関砲)，如 格林快砲 ( ガトリング砲 )。
- 1907年日本陸軍制定自動武器口徑11mm以下稱為機關槍，11mm以上稱為機關砲
- 小口徑自動武器在1905年三八式重機槍出現後才使用機槍 (機関銃)的稱呼
- 當初沒有出現重機槍的說法，是因為後來輕機槍的出現對比產生的術語。
- 1936年1月14日（昭和11年）對此進行了再修改，以確定每個已頒布物品的分類。

## 操作
保式機關砲放在三腳架上並進行操作。三腳架由兩個前支架和一個後支架組成，機槍手坐在後支架的鞍座上進行操作。
帶有三腳架的可由一個砲兵指揮官和三個砲手組成的小組操作。槍的指揮官在槍的右邊。機槍手坐在三腳架的馬鞍上，瞄準並進行射擊。副射手位於槍械的左側，負責裝填彈藥。操作調壓器時要注意槍機的氣壓。第三副手位於後方，從彈藥箱供給彈藥。
兩名副射手被負責移動機槍。機槍手肩扛三腳架的前腳架，副射手握住後腳架。根據指揮命令移動機關槍。該三腳架可以折疊。第二副射手負責攜帶每箱共約數十公斤的彈藥箱。彈藥盒內裝有14個以紙板包裹的30發保彈板，單重為890公克，一箱總共420發子彈。
對於單發點射，指揮官指示射程和目標，下令將其“並ニ打カカレ”。進行連續射擊時，指揮官則指示了射程和目標，並下令“急キ打カカレ”。而向大目標密集射擊時，則指示“左右ニナゲ”。另外當保彈板使用過半後，副射手需預備了下一個滿彈板，並在射擊後立即將其裝填。第二副射手會趁空檔回收的空彈板。
保式機關砲是氣動式射擊。安裝調整氣壓的調節器。當氣壓太小且未排出槍機時，需擰緊調節器;當氣壓的反作用過大影響槍口穩定、或在肩部會感受到明顯的反衝作用時，需鬆開作調節。
保式機關槍在作單發點射時，時常發生異常，這並非機槍手熟練度的問題，而是由於反向鉤子不會觸發的異常。這是因為由於復位彈簧的異常或氣體調節器的調整不正確，導致氣體活塞未完全縮回。即使生鏽作乾油塗層，彈殼上的碎屑以及火藥殘渣會附著在槍機活塞和螺栓的各部上。其他原因包括觸發器，鉤子磨損和異常。這些措施需要向後推扳機或握住扳動桿，以防止氣體活塞位移。
當管道發生故障時，拉動起重桿，向後拉動螺栓，以彈出未爆炸的殼體。實際的包裝未直接面對密室孔，彈頭與槍體相撞，導致裝載不完全。這是由於彈板的變形。此外，彈板有時會變形，無法裝填。子彈齒環和螺栓之間也有摩擦。射擊時，當實際包裝的槍管向後出來時，發出奇怪的聲音，火煙向後散發。當這種情況連續發生時，擊發器長或太短，或者撞針變形。
在檢查和維護期間，機槍的拆卸僅限於必要的零件。除拆卸和連接方法中列出的零件外，禁止拆卸其他零件。如果在金屬零件上形成了鏽蝕，則應等待加入機油，然後用浸有油的布輕輕擦拭，然後用乾抹布將其擦拭。禁止用力摩擦抹乾油。對於白色部分，可以使用軟木片和硬毛刷。嚴格禁止使用拋光砂，砂紙，粘土，礫石等去除鏽蝕。
以下油脂用於檢查。
- 石油：用於清潔
- 機油：用於防鏽
- 鯨油：用於皮革部分
- 礦脂：用於摩擦零件部件的潤滑和防銹
- 硬質抗磨油：車軸

## 空保彈板再利用
當重新使用回收的空彈板時，必須使用校正器校正形狀。插入物修正裝置（防彈板校正器）是一種用於校正彈板凸耳和端子變形的機器。保彈板耐久度可使用到7-8次。

## 列裝

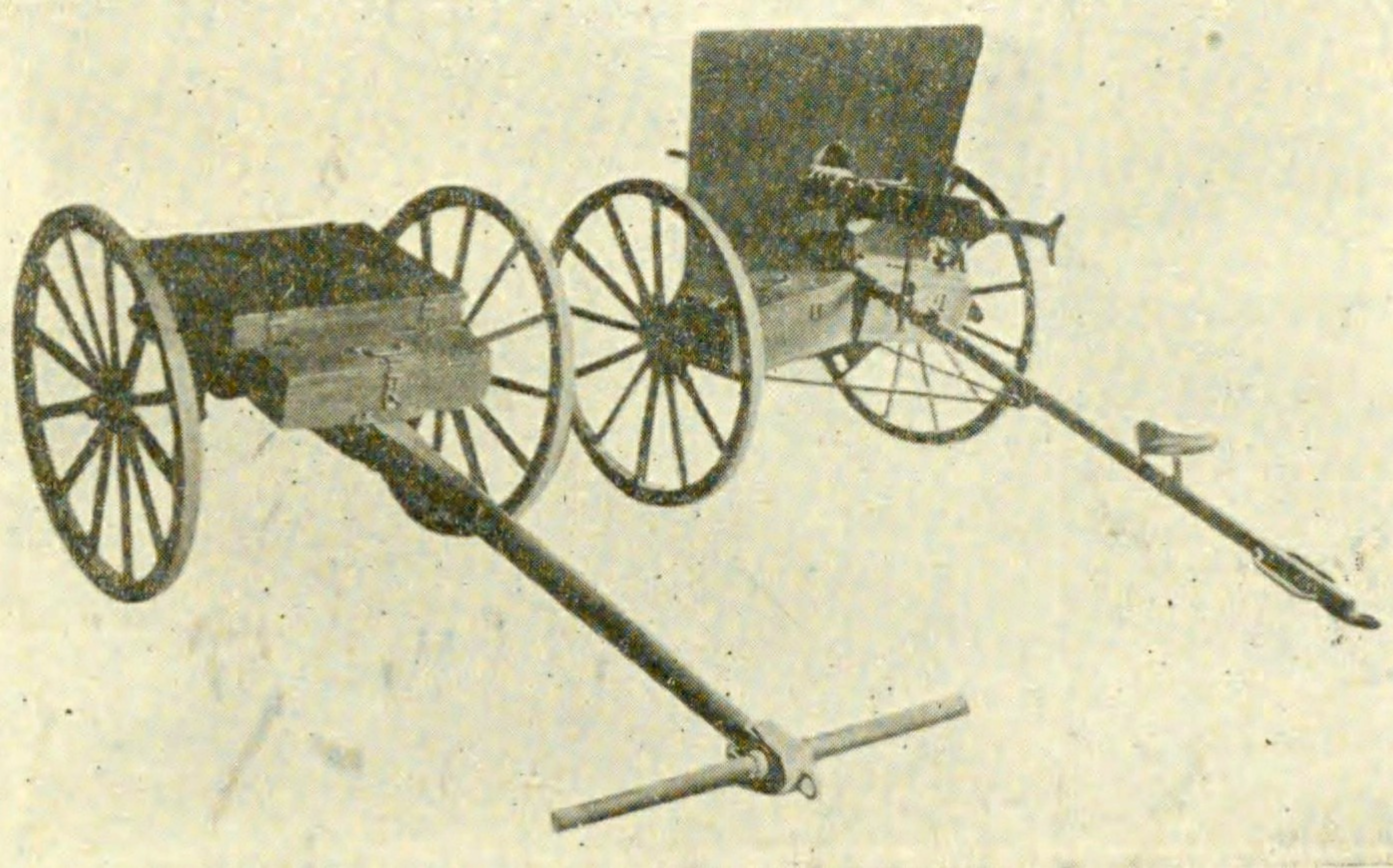
装輪式 保式機關砲

1899年（明治32年），因應量產體制初期未到位，緊急建立完整的量產工業體系。
從1903年（明治36年）起，開始批量生產，開始列裝部隊，將一定數量將投入日俄戰爭。
1904年8月27日（明治37年），參謀總長山縣有朋向陸軍大臣寺內正毅提出要求，陸軍第3軍欲配備了60門裝輪式保式機關砲，60個保彈板校正器和900,000發彈藥。他要求將其中的270,000發裝填在保彈板上。每門機關砲配有15,000發彈藥。其中有40門被正式交付了。
1904年10月（明治37年），陸軍兵器總廠收到命令，陸軍第1軍配發6門保式機關砲，其中90,000發子彈，其中9,000發裝填在保彈板。另外再發配3個防彈板校正器。
1904年11月4日（明治37年），向滿洲軍總司令部交付了48門裝輪式保式機關砲，42挺三腳架保式機關砲，彈藥1350,000發（包括427,000發裝填進保彈板）此外還另外配發45個保彈板校正器。這些機槍將適當分配給各部隊。 
11月16日，30挺三腳架式機關砲分配給第3軍，12挺則分配給第2軍。
1905年2月2日（明治38年），兵器總廠配給陸軍後備第二師團共12挺三腳架式機關砲，180,000發彈藥、2,400個保彈板和12枚彈板校正器。
1905年3月5日，再提供滿洲軍總司令部共計50門機關砲，以及750,000發子彈、15,000個保彈板、50個彈板校正器和9組便攜式工具。其中有三十門配給第三軍，二十門則借給了遼東守備軍。
1905年4月，兵器總廠向澎湖島要塞司令部配發了14門裝輪式機關砲，280,000枚子彈，2,800枚保彈板和7個彈板校正器。
1905年6月，東京砲兵工廠收到製作28挺三腳架式機關砲的命令。
此外，也指示兵器總廠向陸軍大連分部發配13挺三腳架式機關砲，62,400發彈藥，2,080個保彈板，4個彈板校正器和2組便攜式工具。

## 後繼型與退役
西元1905年(明治三十八年)9月，日俄戰爭結束後，日軍發現保式重機槍有諸多缺點，將其進行改良，衍生出三八式重機槍
未有史料正確記載保式退役年分。依照類別，直至第二次世界大戰仍有部分保式機關砲、三八式重機槍留作為預備役武器，其餘的三年式、九二式和一式則作為一二線武器，二戰日本投降後基本全數退役。